# Wrząckie
Wrząckie (kaszb. Wrzącczé, niem. Klein Franzen) – część wsi Wrząca w Polsce, położona w województwie pomorskim, w powiecie słupskim, w gminie Kobylnica, na Równinie Słupskiej.
W latach 1975–1998 Wrząckie administracyjnie należało do województwa słupskiego.

## Nazwa
Nazwa miejscowości jest tzw. chrztem nazewniczym i ma charakter pseudotopograficzny-lokalizacyjny. Powstała przez dodanie do nazwy miejscowości Wrząca formantu -skie. Pierwotna niemiecka nazwa Klein Franzen jest przeniesiona z nazwy sąsiedniej miejscowości Franzen „Wrząca” z wyróżnikiem klein „mały”.
Rada Języka Kaszubskiego proponuje opartą na polskiej kaszubską formę nazwy Wrzącczé.